# Finn Butcher
Finn Butcher (* 17. März 1995 in Dunedin) ist ein neuseeländischer Kanute.

## Karriere
Finn Butcher, der in Alexandra aufwuchs, begann im Alter von neun Jahren mit dem Kanusport. 2013 wurde er im Alter von 18 Jahren erstmals neuseeländischer Meister im Kanuslalom. Sein erstes internationales Podium bei einer Meisterschaft gelang ihm schließlich bei den Weltmeisterschaften 2021 in Bratislava. Im Kajak-Cross belegte er hinter dem Briten Joseph Clarke den zweiten Platz, als Vizeweltmeister erhielt er die Silbermedaille. Die 2021 ausgetragenen Olympischen Spiele 2020 in Tokio verpasste er noch knapp, als er sich in den nationalen Ausscheidungswettkämpfen nicht durchsetzen konnte, sodass er nur als Reservist nach Tokio reiste. Für die Olympischen Spiele 2024 in Paris qualifizierte er sich hingegen und ging dort in zwei Disziplinen an den Start. Im Slalom im Einer-Kajak erreichte Butcher das Halbfinale, kam nach drei Torfehlern und einem komplett verpassten Tor jedoch nicht über den 19. Platz hinaus. Wesentlich erfolgreicher verlief der Wettkampf im Kajak-Cross: Butcher gewann seine beiden Vorläufe und sein Viertelfinale, seinen Halbfinallauf schloss er auf Rang zwei hinter Joseph Clarke ab. Im Finaldurchgang überquerte er wiederum als Erster die Ziellinie. Dabei ließ er den zweitplatzierten Joseph Clarke, den drittplatzierten Deutschen Noah Hegge sowie Lukáš Rohan aus Tschechien, der auf Rang vier kam, hinter sich.
Butcher hat einen Bachelorabschluss von der Massey University in Sport- und Trainingswissenschaften. Zuvor hatte er zwei Jahre lang Industriedesign an der University of Otago studiert.